# Pierre-Jacques-Théodore Blard
Pierre-Jacques-Théodore Blard né à Dieppe (Seine-Maritime) le 27 août 1822 et mort à Pont-Audemer le 29 novembre 1901, est un peintre et sculpteur français.

## Biographie
Pierre-Jacques-Théodore Blard est le fils de Jacques Nicolas Théodore Blard (1795-après 1855), marchand ivoirier, et de Geneviève Élisabeth Ouvrier.
Élève de David d'Angers, il débute au Salon de 1842 et expose pour la dernière fois en 1874. Il exécute des bustes et des médaillons, entre autres, un buste en bronze du sauveteur Jean Bouzard qui lui fut commandé par la Ville de Dieppe en 1882. 
Son fils Henri Jean André Blard créera en 1891 la Société Blard Assainissement, qui existe toujours.

## Œuvres
- Buste de femme, plâtre, Salon de 1842 (no 1890).
- Buste d'homme, plâtre, Salon de 1842 (no 1891).
- Portrait de lady C…, buste en plâtre. Salon de 1853 (no 1232).
- Portrait d'enfant, médaillon en plâtre, Salon de 1853 (no 1233).
- Un Christ, ivoire, Salon de 1857 (no 2736).
- Portrait de Mlle M. V…, médaillon en terre cuite, Salon de 1874 ((no 2681).
- Portrait de Mlle M. F…, médaillon en terre cuite, Salon de 1874 (no 2682).
- L'Abbé Cochet, buste, château de Dieppe. Une réplique de ce buste se trouverait à Rouen au musée départemental des Antiquités.
- Canel, buste, Pont-Audemer.
- Jean Bouzard (1730-1794), sauveteur dieppois, buste en bronze, 97 cm, hôtel de ville de Dieppe. Ce buste a été commandé par la Ville en 1882.